# 2006 في جامايكا
فيما يلي قوائم الأحداث التي وقعت خلال عام 2006 في جامايكا.

## سياسة

### انتهاء فترة المنصب
- 30 مارس – بي. جيه. باترسون رئيس وزراء جامايكا [الإنجليزية]‏.

## موسيقى

### أغاني
من الأغاني التي صدرت هذه السنة في جامايكا:
- 1 مارس – تيمبريتشر من غناء شون بول.
- 1 ديسمبر – برايك إت أوف من غناء شون بول.

## وفيات

### أكتوبر
- 28 أكتوبر – تريفور بيربيك (مواليد 1954)[1]